# Vertical Hood piercing

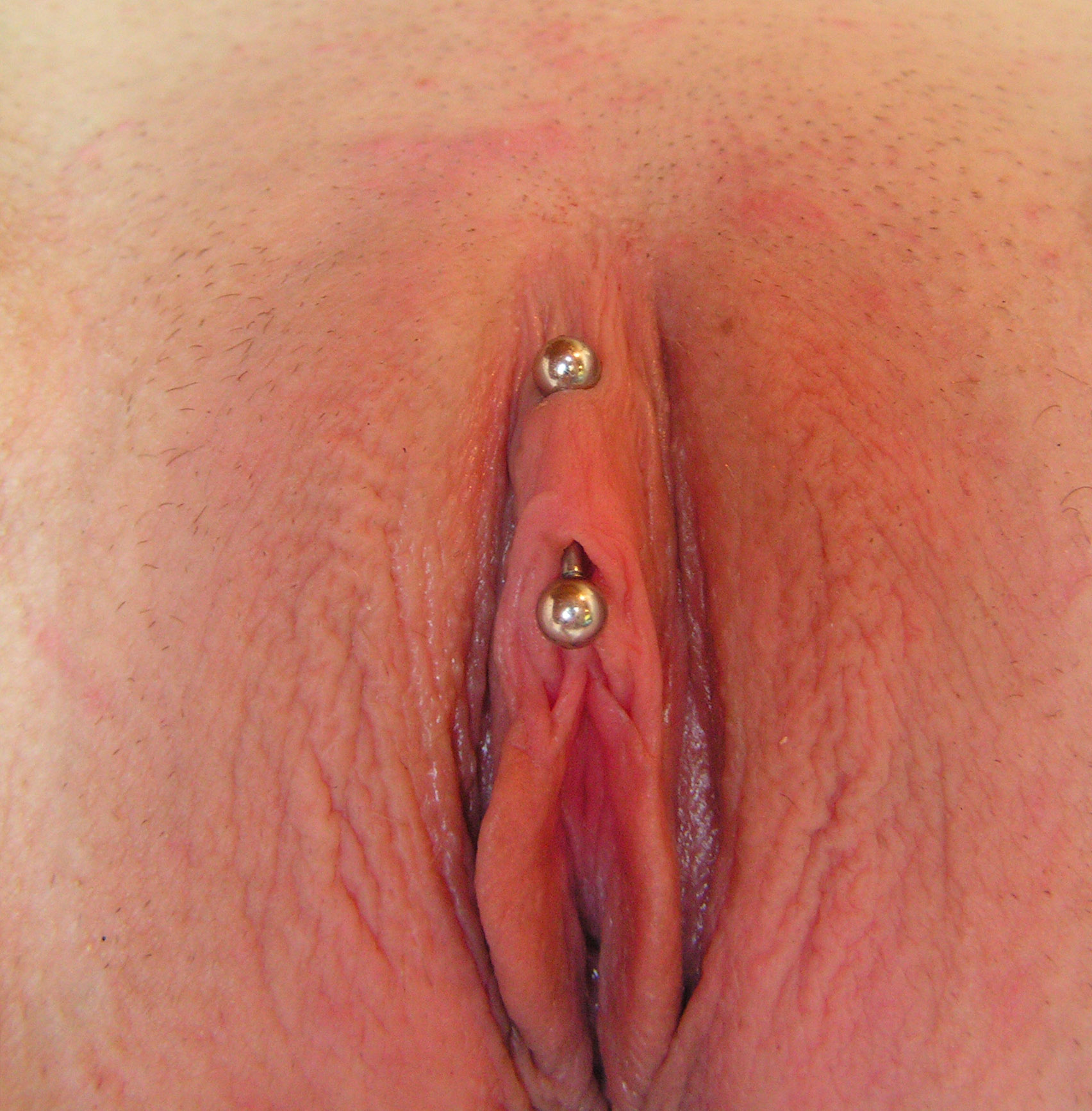
Vertikální piercing kapucky

Vertical Hood někdy označován jako „Speed trap“, „Prepus“ či zkratkou „VCH“ je jedním z nejběžnějších genitálních piercingů. Vpich je velice krátký a je veden skrz kapucku nad klitorisem.
Často je tento piercing mylně zaměňován s vertical clitoris piercingem, který prochází skrz klitoris.
Běžně používanými šperky jsou činka (barbell) nebo banánek (curved barbell) o délce nejčastěji 10–14 mm. Obě tyto varianty piercingu jsou v těsném kontaktu s klitorisem.
Z estetického hlediska je rovněž poměrně hojně využíván kroužek, který ovšem není v tak těsném kontaktu s klitorisem, a navíc hrozí riziko zachycení.
Většina žen vnímá tento piercing velice pozitivně. Tření mezi piercingem a klitorisem vyvolané např. chůzí může způsobovat pocit vzrušení, jehož intenzita je velmi individuální u každé ženy. Zatímco některé ženy mohou při nošení šperku dosáhnout orgasmu, ostatní si na jeho přítomnost zvyknou a nevnímají ho. Většina piercerů používá pro vpich sterilní kanylu.

## Zdravotní rizika a doba hojení
Tento piercing se hojí velmi rychle (cca do 1 měsíce), a bývá velice bezproblémový, pokud je udržován v čistotě.
Některé ženy mající velice těsnou kapucku nemohou tento šperk nosit, což je způsobeno anatomickými aspekty.

## Q- tip test
Pro zjištění, zda máte dostatečně velkou kapucku pro nošení Vertical Hoodu, slouží jednoduchý test. Vezměte kuličku vytvořenou např. z vaty zhruba o průměru 5 mm, namažte lubrikačním gelem a umístěte ji pod kapucku nad klitoris. Pokud bude kulička příjemně sedět, je vše v pořádku a můžete si nechat provést piercing.